# کیچو (راهب)
کیچو (به ژاپنی: 契沖 Keichū)؛ ۱ ژانویهٔ ۱۶۴۰ – ۴ مارس ۱۷۰۱) زبان‌شناس، شاعر، و نویسنده اهل ژاپن بود.